# Gogoplata

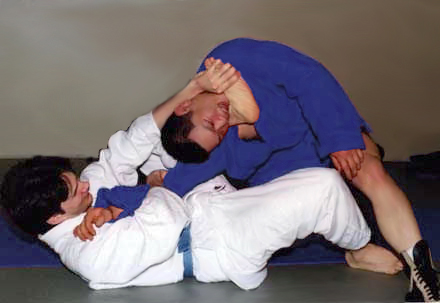
Variante de la gogoplata, la "Locoplata".

Gogoplata, también llamada foot choke o kakato-jime (踵絞?), es una técnica de estrangulación usada principalmente en judo y jiu-jitsu brasileño en la que el usuario utiliza su tibia para presionar la garganta del oponente. En judo es considerada una técnica de constricción o shime-waza.

## Ejecución
Es una llave que requiere de mucha flexibilidad en las articulaciones de la cadera y la rodilla, puesto que van a tener que llegar al cuello del oponente, estando uno cadera con cadera sobre el otro (ya sea desde la guardia como desde la montada). Se puede aplicar desde diversas posturas y tiene variantes. Las más populares son desde la guardia y desde la posición montada. 

## Variantes

### Desde la guardia
El atacante (tori) es recomendable que tenga controlado al defensor (uke), puesto que si no, éste tiende a escaparse con facilidad y puede verla venir en cuanto el tori acerca la tibia a su cara o cuello. El tori comienza moviendo una de sus piernas y la pasa por encima del hombro del uke de tal manera que su pie queda a la misma altura que la cabeza del uke; de este modo el brazo del uke queda atrapado. En este momento se desliza la tibia sobre el cuello del uke y se le agarra el gi, la nuca o la cabeza con ambas manos, empujándola contra la tibia, de este modo ejerciendo una fuerte presión sobre el cuello. Puede constituir una estrangulación aérea si la tibia este directamente contra la tráquea o sanguínea si el uke ha movido la cabeza hacia un lado para intentar escapar (lo más habitual).
A veces, aunque no es necesario, se cruza la otra pierna sobre el tobillo de la que se usa para hacer la estrangulación, aunque no se debe realizar el movimiento de ambas piernas a la vez, puesto que el uke podría escapar y aprovechar la ventaja.

### Desde la montura
En este caso, el tori deberá dejar caer buena parte del peso del cuerpo sobre el tórax o la zona abdominal superior del uke y evitar que haga movimientos bruscos o logre darse la vuelta. El tori mueve desde arriba su tibia sobre el cuello del uke y extiende un poco su otra pierna para evitar perder el equilibrio y así realizar más presión sobre el uke. A su vez, el tori, coge la nuca o cabeza del uke y tirará de ella contra la tibia con el fin de cortar el riego sanguíneo o la respiración.

### Locoplata
Es una de las variantes más utilizadas del gogoplata. En este caso, el tori, cuando ha pasado la tibia por delante del cuello del uke, con la misma mano (pierna derecha y mano derecha, por ejemplo) agarra su propio metatarso del pie con el que está ejecutando la técnica y aproxima el brazo hacia el abdomen, virando ligeramente con todo el cuerpo hacia el lado opuesto, para así aumentar la presión sobre el cuello del uke. Hay decenas de variantes de esta técnica, tanto en la ejecución como en la posición de aplicación de la misma.